# Sid Ali Yahia Cherif
Sid Ali Yahia Cherif (en arabe : سيدعلي يحيى شريف), né le 4 janvier 1985 à Hydra (Algérie), est un footballeur algérien évoluant au poste d'attaquant au RC Kouba.

## Biographie
Sid Ali a grandi à Alger et a commencé à jouer dans des rues en participant à des tournois de quartier. Il a joué ensuite avec une école de football, l'ES Kouba et l'ES Ben Aknoun.
En 2003, à l'âge de 18 ans il signe au RC Kouba, il intègre dans un premier temps l'équipe juniors, avant de rejoindre deux ans plus tard les seniors. Il faisait partie de l'équipe qui a accédé en première division. Cependant, l'équipe sera reléguée et le joueur quitte le club à la fin de la saison.
Au mercato estival 2009, il intéressait quelques clubs français comme l'AS Monaco, le FC Metz, le FC Istres et le Stade de Reims et des clubs algériens comme le MC Alger, la JS Kabylie et l'USM Alger. Il a donc choisi de rester en Algérie en optant pour la JS Kabylie avec laquelle il a signé un contrat de 3 ans.  Après deux ans passés dans ce club, et une coupe d'Algérie remportée, il rejoint en juillet 2011, le FC Istres.
il est transféré au MC Alger durant la saison 2013/2014

## Statistiques
| Saison                | Club                  | Championnat           | Championnat | Championnat | Coupe(s) nationale(s) | Coupe(s) nationale(s) | Compétition(s) continentale(s) | Compétition(s) continentale(s) | Compétition(s) continentale(s) | Total | Total |
| Saison                | Club                  | Division              | M.          | B.          | M.                    | B.                    | Comp.                          | M.                             | B.                             | M.    | B.    |
| 2005-2006             | RC Kouba              | 2                     | -           | -           | 2                     | 0                     | -                              | -                              | -                              | 2     | 0     |
| 2006-2007             | RC Kouba              | 2                     | 30          | 6           | 3                     | 2                     | -                              | -                              | -                              | 33    | 8     |
| 2007-2008             | RC Kouba              | 2                     | 32          | 10          | 2                     | 0                     | -                              | -                              | -                              | 34    | 10    |
| 2008-2009             | RC Kouba              | 1                     | 26          | 7           | 2                     | 2                     | -                              | -                              | -                              | 28    | 9     |
| 2009-2010             | JS Kabylie            | 1                     | 31          | 10          | 3                     | 0                     | C1                             | 4                              | 1                              | 38    | 11    |
| 2010-2011             | JS Kabylie            | 1                     | 14          | 0           | 5                     | 1                     | C1+C3                          | 6+5                            | 0+1                            | 30    | 2     |
| 2011-2012             | FC Istres             | 2                     | 36          | 6           | 5                     | 4                     | -                              | -                              | -                              | 41    | 10    |
| 2012-2013             | FC Istres             | 2                     | 32          | 4           | 4                     | 2                     | -                              | -                              | -                              | 36    | 6     |
| 2013-2014             | MC Alger              | 1                     | 26          | 1           | 6                     | 1                     | -                              | -                              | -                              | 32    | 2     |
| 2014-2015             | JSM Béjaïa            | 2                     | 15          | 7           | 1                     | 3                     | -                              | -                              | -                              | 16    | 10    |
| 2015-2016             | CR Belouizdad         | 1                     | 29          | 6           | 1                     | 0                     | -                              | -                              | -                              | 30    | 6     |
| 2016-2017             | CR Belouizdad         | 1                     | 27          | 1           | 6                     | 3                     | -                              | -                              | -                              | 33    | 4     |
| 2017-2018             | JS Saoura             | 1                     | 27          | 10          | 4                     | 2                     | -                              | -                              | -                              | 31    | 12    |
| 2018-2019             | JS Saoura             | 1                     | 20          | 2           | 1                     | 0                     | C1                             | 8                              | 3                              | 29    | 5     |
| 2019-2020             | JS Saoura             | 1                     | 15          | 4           | 1                     | 0                     | -                              | -                              | -                              | 16    | 4     |
| Total sur la carrière | Total sur la carrière | Total sur la carrière | 360         | 74          | 46                    | 20                    | -                              | 23                             | 5                              | 429   | 99    |

## Palmarès
- Vainqueur de la Coupe d'Algérie en 2011 avec la JS Kabylie, en 2014 avec le MC Alger et en 2017 avec le CR Belouizdad[1].